# Seguin (Ontario)
Seguin es un municipio canadiense situado en la provincia de Ontario.

## Superficie
Seguin tiene una superficie de 586,99 km².

## Demografía
En 2021, tenía 5280 habitantes, una densidad poblacional de 9 hab./km², y 4827 viviendas.